# Mikkel Diskerud
Mikkel Morgenstar Pålssønn Diskerud, mais conhecido como Mix Diskerud (Oslo, 2 de outubro de 1990), é um futebolista norte-americano nascido na Noruega que atua como meia. Atualmente, joga pelo IFK Göteborg, emprestado pelo New York City FC.